# Yarkandfloden
Yarkandfloden eller Yarkantfloden (kinesiska: 叶尔羌河, Yèěrqiāng Hé på pinyin; uiguriska: ياركاند دەرياسى, Yarkand däryasi i translitterering) är en 970 km lång flod i Xinjiang i Kina som avvattnar ett 108.000 kvadratkilometer stort område och är en av Tarimflodens källflöden.

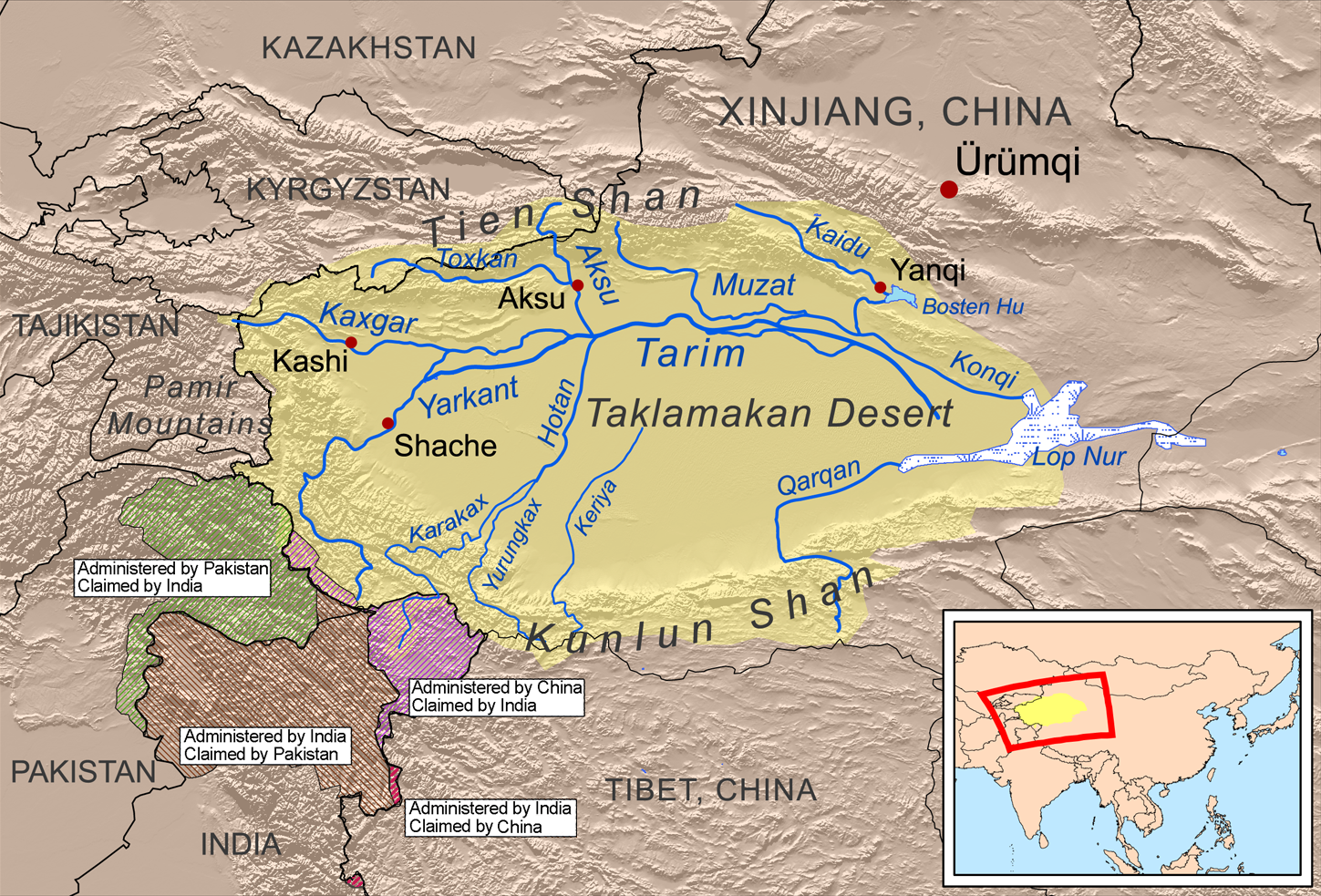
Flodsystrmet som Yarkand (Yarkant)floden ingår i

Floden rinner upp i västra Kina i det uiguriska autonoma området Xinjiang. Källflödet befinner sig i bergskedjan Karakoram varifrån Yarkandfloden flyter norrut genom bergsmassiven. Yarkandfloden utgör gränsen till den östligt belägna bergskedjan Kunlun Shan. Floden når västra Tarimbäckenet och rinner genom staden Yarkent, 1270 meter över havet, och västra delen av Taklamakan i nordostlig riktning där den flyter samman med Kashgarfloden. Söder om staden Aksu flyter Yarkandfloden samman med Aksufloden och bildar Tarimfloden.